# Ильинский, Николай Степанович
Никола́й Степа́нович Ильи́нский (1759, Вологда — 1846, Санкт-Петербург) — русский писатель, поэт и историк.

## Биография
Николай Степанович Ильинский родился в 1759 году (согласно «РБСП» в 1761) в городе Вологде; происходил из приказных. 
Служил в Пскове и Петербурге. При Александре I состоял в комиссии для составления законов и юрисконсультом министерства юстиции. Ильинский любил занятия литературой. Его стихи вызвали интерес Державина. Сам Ильинский, впрочем, свои стихи называл глупыми. Основные мотивы произведений Ильинского — патриотизм и религиозное смирение, характерные и для его «Записок» («Русский Архив» 1879, декабрь; с предисловием и примечаниями А. О. Круглого), касающихся главным образом царствования Павла I. Этими «Записками» пользовался М. А. Корф для своего труда: «Жизнь графа Сперанского».
Другие сочинения Ильинского: «Историческое описание г. Пскова и его древних пригородов и пр.» (СПб., 1790—1795, 6 частей); «В память славному мужу нижегородскому купцу Козьме Минину» — стихотворение, которое Ильинский поднёс вместе с прошением Екатерине II, в котором просил об установке памятника знаменитому патриоту; «Описание жизни и пр. купца Козьмы Минина» (СПб. 1799), «Житие Франца Яковлевича Лефорта и описание жизни нижегородского купца Козьмы Минина» (СПб. 1799; первая часть принадлежит И. Виноградову); «Мысль о человеке», с стихотворным посвящением М. А. Ладыженскому; «Изображение человека», в стихах (СПб. без года). Ильинскому, по-видимому, принадлежат и стихи: «На взятие Очакова» (СПб. 1790) и «Разные стихотворения», сочиненные Ильинским во Пскове.
Николай Степанович Ильинский умер 15 августа 1846 года в городе Санкт-Петербурге.